# Kútniky
Kútniky (maďarsky Hegyéte) jsou obec v okrese Dunajská Streda na Slovensku. Obec se nachází v centrální části Žitného ostrova, části slovenské Podunajské nížiny.

## Části obce
- Blažov
- Kútniky

## Historie
Území na němž leží obec bylo poprvé písemně zmíněno v roce 1215 jako Ethe. Postupně zde vzniklo 7 vesnic, z nichž některé mají příponu -éte. Do roku 1918 bylo území obce součástí Uherska. Na základě první vídeňské arbitráže bylo v letech 1938 až 1945 součástí Maďarska. Koutníky byly do roku 1948 známé pod názvem Hegybenéte. Při sčítání lidu v roce 2011 žilo v obci 1259 obyvatel, z toho 994 Maďarů, 235 Slováků, jedenáct Čechů, dva Němci a jeden Moravan.